# Kanton Montrevel-en-Bresse
Kanton Montrevel-en-Bresse (fr. Canton de Montrevel-en-Bresse) byl francouzský kanton v departementu Ain v regionu Rhône-Alpes. Skládal se ze 14 obcí. Zrušen byl po reformě kantonů 2014.

## Obce kantonu
- Attignat
- Béréziat
- Confrançon
- Cras-sur-Reyssouze
- Curtafond
- Étrez
- Foissiat
- Jayat
- Malafretaz
- Marsonnas
- Montrevel-en-Bresse
- Saint-Didier-d'Aussiat
- Saint-Martin-le-Châtel
- Saint-Sulpice